# الحمري (المخادر)

تعديل مصدري - تعديل

الحمري هي إحدى قرى عزلة السحول بمديرية المخادر التابعة لمحافظة إب، بلغ تعداد سكانها 848 نسمة حسب تعداد اليمن لعام 2004.